# ساری‌تپه (شهرستان توپ)
ساری‌تپه (به لاتین: Sary-Döbö) یک روستا در قرقیزستان است که در شهرستان توپ واقع شده‌است. ساری‌تپه ۱٬۵۸۰ نفر جمعیت دارد و ۱٬۶۳۳ متر بالاتر از سطح دریا واقع شده‌است.